# Mespaul
Mespaul (bret. Mespaol) – miejscowość i gmina we Francji, w regionie Bretania, w departamencie Finistère.
Według danych na rok 1990 gminę zamieszkiwało 797 osób, a gęstość zaludnienia wynosiła 69 osób/km² (wśród 1269 gmin Bretanii Mespaul plasuje się na 666. miejscu pod względem liczby ludności, natomiast pod względem powierzchni na miejscu 784.).